# Théorie des médias
 (mars 2018).
La théorie des médias étudie l'origine, le mode opératoire et les effets des médias, au sens large. 

## Généralités
La théorie des médias rassemble des approches méthodologiques différentes : 
- la théorie de la communication : l'étude des modes de transmission d'un message d'un émetteur à un récepteur (cf. également la théorie de l'information) ;
- la sociologie des médias : l'étude des pratiques sociales avec et autour des médias de masse ;
- l'archéologie des médias : l'étude de l'émergence historique et du développement de certains appareils ;
- la philosophie des médias : l'étude de toutes les « médiations » du sens, des médias de masse (philosophie du cinéma, de la photo, de la radio) en passant par l'écriture (l'inscription, la trace) et par les médias corporels (la voix) jusqu'aux médias élémentaires (fleuves, mers, routes, ponts, etc.)[1] ;
- l'esthétique des médias : l'esthétique des médias peut renvoyer à l'étude des formes sensibles que prennent certains appareils (cf. le design des machines), mais aussi aux analyses de la dimension matérielle des œuvres d'art (cf. notamment le débat autour de la spécificité du médium en histoire de l'art).

## Remarque de vocabulaire
Contrairement à ce que les termes « théorie des médias » pourraient laisser entendre, la théorie des médias n'étudie pas exclusivement les médias de masse, mais concerne également tout ce qui fait office, sous une forme ou une autre, d'intermédiaire, de milieu ou de « médium ».